# 成瀬未亜
成瀬 未亜（なるせ みあ、2月11日 - ）は、日本の女性声優、原画家。
東京都出身。血液型はO型。趣味・特技はイラストを描くこと。
一人称は主に「みあ」。おどけて「みあぞう（みあぞー、みあぞ）」を使うこともある。愛称は「みあちゃん」「みあち」である。

## 人物・概要
ベネズエラからの帰国子女であり、小学6年生まで4年ほどカラカス日本人学校に在学していた。育英工業高等専門学校（現サレジオ工業高等専門学校）出身。天文部に所属していた。
過去にゲーマーズでバイトをしていたことがある。またコスプレ喫茶「Piaキャロレストラン」、「カフェ・ド・コスパ」で「ミャオ」名義でアルバイトをしていたことがある。また、過去にゲームのデバッグを担当していたことがある。
主に美少女ゲームに声をあてている中では珍しく顔出しのある声優で、他声優と合わせてコスプレで現れるイベント出演もあった。
安玖深音とともに非公式ユニット「コロボックルズ」を結成している。座右の銘は「No Moe! No Life!」であり、自己紹介やイラストの片隅にしばしば登場する。
舐められただけで肌が荒れる犬アレルギーである。さらに幼少時代に顔面を噛みつかれたトラウマがあり、今でも大型犬は苦手とのこと。
まきいづみの公式サイトでは成瀬が描いたまきのイラストが使用されている。
北海道のソウルフードのジンギスカンをPRするキャラクターのジンギスカンのジンくんのファンでジンくんのぬいぐるみを息子のようにかわいがっている。

### 声優としての活動休止
2010年4月30日付で声優業の休止が発表された。続きものや既に携わっていた仕事などに限り、受ける可能性はあるとしているが、それが一段落すれば、完全に声優活動はしなくなるとのことであった。これに伴い、テレビアニメ版『祝福のカンパネラ』のサルサ・トルティア役が柚原有里に変更された。また、同タイトルのファンディスク『祝祭のカンパネラ!』においても、サルサ・トルティア役の担当は深波羽美に変更された。声優休止期間は、SD原画家としての活動が主であった。

### 声優としての活動復帰
2013年4月16日、公式ブログにて3年ぶりに声優活動を再開することを発表した。また同ブログ内にて、別名義に平山紗弥、土萌メイ、井上ねねこ、日比谷小桃、佐倉千枝里、酉井凛々子、深波羽美、松永亜夜、仲西みあ、笠原晴香、加賀美琴音があったことを紹介し、一部はその由来も記している。

### Vtuberとしての活動
- 2018年12月14日より声優の民安ともえと共に、YouTubeのチャンネル「みあたみちゃんねる」を開設し、Vtuber「みあぞー」として活動を開始した(現在は別々のチャンネルにて活動)[12]。
  - 2つ名は『み んなに あ いたい ニャーチャル声優』。キャラクターデザインは成瀬自身が行っている[13]。元々の成瀬のアバターである｢みあねこ｣をモチーフとし、ピンク、メッシュ、長いもみあげなど成瀬の好きな要素が詰め込まれている。民安のバーチャル体はうさ耳カチューシャに着け尻尾をつけた女の子であるのに対し、成瀬のバーチャル体は猫耳と尻尾が生えた女の子という設定である。
  - キャラグッズの製作やイラストも担当しており、Tシャツトリニティにてチャンネルのロゴが入ったTシャツや、リスナーの呼称に因み、セミのワンポイントが入ったトートバッグなどの販売を行っている他、コミックマーケットでもグッズ販売を行った（なお、販売したブースは相方民安の「民安総本家」である）。
- みあたみちゃんねるとして
  - 活動初期は毎週金曜日に動画投稿、毎週日曜日に2人揃っての生配信を主軸に活動をしていたが、その後は週に1回の2人での生配信の他は、相方であるたみーがほぼ毎日配信を行っていた。みあぞーは主にゲーム実況を配信している他、雑談やお絵描き配信なども行っている。
  - 2020年2月29日から家庭の事情によりVTuberとしての活動を休止していたが、同年8月7日に復帰することが動画にて発表され、8月15日の生配信に於いて復帰を果たした。
  - 2020年12月19日の生放送にて、自身のチャンネル「みあぞーの秘密基地NNN」を開設し、2021年より活動拠点を移すことを発表した。
- みあぞーの秘密基地NNNとして
  - 2021年1月1日より、みあたみちゃんねるを離れ個人チャンネル「みあぞーの秘密基地NNN」を開設。それに伴いファンネームを「にゃみりあ」に変更した[14]。
  - 活動としては本業が忙しいため頻度は高くないが、ゲーム配信や雑談をメインに、お絵描き配信やコラボへの参加も少しずつ行っている。
  - 2021年2月11日、自身の誕生日に合わせてメンバーシップを解禁した。
  - 2024年1月1日、クリエイティアにページを開設。日常から収録の裏話、愛猫の写真、イラストのラフなどが購読できる。

## エピソード
- ベネズエラ在住時代に誕生日をピニャータで祝った経験があり、棒で叩く音を「ボカチュー」と表現している[2]。
- 自称「引きこもり・ニート・ゲーマー・インターネット好き・ネトゲーオタク・漫画オタク・イラスト描く人」[2]。
- トークショーや公開録音などで「落書き」と称したイラストを景品に提供する、サインには担当キャラの絵を入れるなど、イラストを趣味としており、本人ホームページの絵も全て自分で描いている。また、2007年にはういんどみるの作品『ツナガル☆バングル』にてSD原画兼声優として参加。原画家デビューを果たした。
- 『ALICE♥ぱれーど 〜二人のアリスと不思議の乙女たち〜』にて、ルージュ1号〜13号+エムドリの「1人14役」の声を演じた。
- くりぃむしちゅー上田・山瀬が司会を務めるTV番組『SUPER SURPRISE』にて、番組オリジナルツンデレかるたの読み上げを担当した。

## 出演
太字はメインキャラクター。

### テレビアニメ
- はぴねす!（2006年、柊杏璃、タマちゃん）
- 機神咆吼デモンベイン（2006年、ネロ / エンネア[15]）
- H2O -FOOTPRINTS IN THE SAND-（2008年、音羽 / 神楽ひなた）
- 鋼殻のレギオス（2009年、アナウンス）
- 失われた未来を求めて（2014年、山賀寧子〈副会長〉）

### 一般向OVA
2003年
- モエかん THE ANIMATION（リニア）

2006年
- はるのあしおと The Movie 桜鈴奪還（緑川あかり）

2007年
- はぴねす! アニメ特別編「渡良瀬準の華麗なる一日」（柊杏璃）※PS2ゲーム『はぴねす! でらっくす』初回限定版同梱特典

2017年
- ネコぱらOVA（アズキ）

2018年
- ネコぱらOVA 仔ネコの日の約束（アズキ）

### アダルトアニメ
2007年
- 魔界天使ジブリール2（ロコ・コ）
- リゾートBOIN（筑紫野みつぐ）
- おしえて Re:メイド（マコ、ミコ）

2008年
- 春恋*乙女 〜乙女の園で逢いましょう。〜 後編（有瀬悠季）

2009年
- かぎろひ〜勺景〜（水無月紫陽花）
- Tony'sヒロインシリーズ 彼女は花嫁候補生？ シンデレラコレクション vol.1（水野ミサキ）

### Webアニメ
- 最終試験くじら（2007年、榛原胡桃）

### 一般向ゲーム
2002年
- 二重影（紗枝、香淡）※DC版
- SHADOW AND SHADOW（紗枝、香淡）

2003年
- モエかん（リニア）

2004年
- PIZZICATO POLKA 〜縁鎖現夜〜（ミリアム・ユーリ）
- 機神咆吼デモンベイン（ネロ）
- モエかん〜萌えっ娘島へようこそ〜（リニア） 
- Clover Heart's 〜looking for happiness〜（桃瀬愛理）
- Orange Pocket -コルネット- / -リュート-（七緒美典） - 2作品

2005年
- こんねこ〜Keep a memory green〜（川原訪花）
- 巫女舞 〜永遠の想い〜（風見久音、ナギ）

2006年
- _summer##（七緒日向子）
- 保健室へようこそ（雫石未来）
- はるのあしおと -Step of Spring-（緑川あかり）
- 乙女の事情（加倉井みくり）
- FESTA!! -HYPER GIRLS PARTY-（響紗南絵）
- 機神飛翔デモンベイン（エンネア、ネロ）

2007年
- ななついろ★ドロップス pure!!（皐ユリーシア）
- ののと暮らそ!（南菜々美）
- はぴねす! でらっくす（柊杏璃、タマちゃん）
- 萌え萌え2次大戦(略)（てんざん、シン）
- お嬢様組曲 -Sweet Concert-（一ノ瀬舞鈴、岩本綾瀬）
- 最終試験くじら -Alive-（榛原胡桃）

2008年
- 萌え萌え2次大戦（略）☆デラックス（てんざん、シン）
- 吸血奇譚 ムーンタイズ（高柳操）
- H2O+（音羽 / 神楽ひなた）

2009年
- MagusTale Eternity 〜世界樹と恋する魔法使い〜（レナ・ジェミニス）
- 萌え萌え2次大戦（略）☆ウルトラデラックス（てんざん、シン）
- 戦極姫〜戦乱に舞う乙女達〜（武田信玄、足利義輝）

2010年
- 天神乱漫 Happy Go Lucky!!（竜胆ルリ）

2012年
- 暁の護衛 トリニティ（神崎萌）

2013年
- 黄昏のシンセミア portable（皆神さくや）※平山紗弥名義

2014年
- 戦極姫4〜争覇百計、花守る誓い〜（羽柴秀吉、藤堂高虎）※PSP版

2015年
- ネコぱら Vol.0 水無月ネコたちの日常!（アズキ）
- 果つることなき未来ヨリ（ナタリア）
- 三極姫4 天華繚乱 天命の恋絵巻（紀霊、賈駆文和）

2017年
- 萌え萌え2次大戦(略)3（てんざん、シン、カチューシャ、イコ）
- 戦御村正DX -紅蓮の血統-（真田之乃）

2018年
- カタハネ ―An' call Belle―（ココ）

2022年
- はぴねす! SakuraCelebration（桐ヶ谷璃乃）

#### オンラインゲーム
- PRIUS ONLINE（ヒューム〈女性〉）
- 桃色大戦ぱいろん（ララミア）
- Lord of Walkure（スピカ）
- かんぱに☆ガールズ（クルル、クララ、ミュリア、ミル、マリア、ナハノ、リーチャ ）
- モンスター娘のいる日常オンライン（ツェン、ティト、フレア、デス、アラヤ）
- ラビリンスバインド(苗床三三子、城東院凛々花)
- ガーディアン・プロジェクト（ヴォークラン）
- やまとまほろば地魂これくしょん（隠岐[20]、小豆洗い[21]）

### アダルトゲーム
2000年
- ぎゃるゲッチュウ!!（相田由美）
- 二重影（紗枝、香淡）
- Liberal〜リベラル〜（鹿島樹）
- 戦術傭兵師団ブレイブブレイド（ハーミス＝フィール）

2001年
- ごめんなさい…アタシのせいで（哀沢涙）
- 二重箱（紗枝、香淡）
- 女神さま☆にお願いっ!!（保険医榊先生、ジェニファー）
- こんなアタシでも…（葉川有香）
- アメリカンセクシーチャンネル3（睦月、おねえさん）
- ForkTrain（愛原菜々美、愛原亜由美）

2002年
- AQUA BLUE（加藤なごみ）
- なないろ 恋の天気予報（藍沢七瀬）
- こんな魔法少女…アタシはレミィ（ラモーヌ）
- KISS×200〜とある分校の話〜（吹雪みぞれ）
- GeNOME（ジーナス・チュアート）
- V.G.Re-birth'[DASH]（羽田野恵子）
- 地獄荘へようこそ（山名璃苑、今井梨香子、アケミ、紗月の友人、車椅子の少女）
- そら色メモリーズ（そら）
- 崖っプチ家計簿（他）
- Revenir（篠原珠美）
- 隣人（猫田未由）
- 罪しろの環〜館に秘められし真実〜（菅原沙夜）

2003年
- モエかん（リニア）
- DA・パンツ!!（加賀ちはや）
- PIZZICATO POLKA 〜彗星幻夜〜（ミリアム・ユーリ）
- ている・ている（志乃）
- 紅（嵯峨野沙希）
- 通勤快楽2 〜痴漢でGO!GO!〜（有栖川希美）
- 華夏楼（月島霞）
- Orange Pocket（七緒美典）
- ちょこれーとDays（岬風花）
- ぱすてるキッチン（沢田香夜）
- Natural Another One（湖川水緒）
- 我家に魔女がやって来た!（リン・ネージュ）
- DOUBLE RONDE（今村京子）
- Moon Light Renewal 〜おもいでのはじまり〜（牧原綾子）
- この空がついえる瞬間に（姫谷瀬名）
- MIND REAPER（森下樹里）
- 斬魔大聖デモンベイン（エンネア、ネロ）
- 妹☆妹(まい☆しすたぁ) 〜SweetGemini〜（美也）
- そこに海があって

2004年
- 最終試験くじら（榛原胡桃）
- ちびママ（きいろ）
- モエカす（リニア、朝霧一紗、アリスサード）
- やきもちツインベル（常葉広海、常葉広華）
- 巫女舞 〜ただ一つの願い〜（風見久音、ナギ）
- あの空の向こう側（一ノ瀬美沙）
- こんねこ（川原訪花）
- 聖痕 〜牙と贄と狂喜の館〜（カルティエ）
- Sixty-Nine2（ルシーダ 他）
- 友達以上恋人未満（八尾日向）
- boin（筑紫野みつぐ）
- まじかる☆QUINTET!（百蘭）
- こいじばし（紺野乃ノ香）
- はるのあしおと（緑川あかり）
- Angel Egg（新井ちはる）
- エンジェル・メイド（天川和音）
- ポチタマ（ポチ）
- おねーさん DAY☆BY☆DAY!（大文字にあ）
- 水泳教室（マミュウ）
- 黒百合の館（霧瑞そのか）
- 魔女っこde'GO♪GO♪（魔女っ子クル、春風くるみ）
- Happy Planning 〜しあわせの総和〜（多田敦子）
- くれいどるそんぐ 〜昨日に奏でる明日の唄〜（メティス・ゼウ・ジュピス）
- Reverse Desire 〜裏返る欲望〜（秋津詩乃）
- ハーレムDAYS（かな）
- 女教師恥辱の旋律（島本香澄）
- UnderGround 〜地下室で泣く子羊たち〜（鈴木香澄）
- きずセデュ復刻版（藤野愛美）

2005年
- しょうよん! コドモ☆ちゃれんじ（湊夏緒）
- 最終試験くじら〜Departures〜（榛原胡桃）
- FESTA!! -HYPER GIRLS POP-（響紗南絵）
- 偲笛恋華（御神和琴）
- 姉汁 〜白川三姉妹におまかせ〜（白川悠）
- はじめてのおてつだい（桃野いつき）
- はぴねす!（柊杏璃、タマちゃん）
- 夜明け前より瑠璃色な（ミア・クレメンティス）
- 痴漢者トーマスII（尾積知菜）
- えろぼーん（安藤ルリ）
- ぷちぷち・ご奉仕（瀬戸瑞穂）
- _summer（七緒日向子）
- あやつりブルマー（筒井さやか）
- すぱっちゅ! 〜如何に私がはきものを愛するようになったのか〜（御嶋志麻）
- ダイブボカン 〜おしおきだガメ〜（水上サクラ）
- 学園処女狩り（沢口愛）
- 灯穂奇譚（加茂カナタ）
- 輪舞曲 〜ぷにゅぷり女子校編〜（制服娘）
- お嬢様組曲（一ノ瀬舞鈴、岩本綾瀬 他）
- 魔界天使ジブリール -episode2-（ロコ・コ）
- ぱんちょ DE ブラボー!（蛍）
- ジオグラマトン（イーディス＝レモン）
- ラストストーリーはあなたへ（遊女、泉の精霊 他）
- にじいろキャンバス（白川みずき）
- しろクロ 〜白いこころと黒いツルギ〜（鈴音）
- STAMP OUT（島田陽菜）
- つるぺた★はにゃぁん（メルフィ・マーリン）

2006年
- さくらのさくころ（緑川あかり）
- 保健室へようこそ（雫石未来）
- 少女戦機ソウルイーター（秋嶋媛子）
- 故郷の詩（サンポール、パレット）
- 幼なじみとの暮らし方（南菜々美）
- おしえて Re:メイド（マコ&ミコ、小椎尾あらた）
- はぴねす! りらっくす（柊杏璃、タマちゃん）
- ぶり〜ど! Breed-island.（ユイ）
- H2O -FOOTPRINTS IN THE SAND-（音羽）
- 姫さま凛々しく!（シャーファ）
- 保健室 〜マジカルピュアレッスン♪〜（雫石未来）
- 青空の見える丘（西村小夏）
- おねすく! 〜おねえさんすくらんぶる〜（野木坂純香）
- 偲笛恋華 -しのぶえれんか-（御神和琴）
- スクールぱにっく!（鳥羽乃空）
- 春恋*乙女 〜乙女の園でごきげんよう。〜（御子柴夏子、有瀬悠季）
- Imitation Lover（園村円香）
- まじかるティーチャー先生は魔女?（春日井菜月）
- きすみみ!!〜Kiss! Me! Me!〜（虎瀬みみみ）
- Circus Disk 〜Christmas Days〜（榛原胡桃）
- おたく☆まっしぐら（櫛田綺羅）

2007年
- MagusTale 〜世界樹と恋する魔法使い〜（レナ・ジェミニス）
- 詩篇69〜深淵のメサイア〜（ウルリカ・エク、イヴリス）
- ツイ☆てる（河井海）
- ALICE♥ぱれーど 〜二人のアリスと不思議の乙女たち〜（エムドリ、ルージュ13）
- カタハネ（ココ）
- 人工少女3（C型）
- 夏めろ（中里美夏）
- 月光のカルネヴァーレ（ノエル）
- リゾートBOIN（筑紫野みつぐ）
- ひとゆめ（秦聖果）
- E×E（八坂紫織）
- メイドと魔術師（ラピスラズリ）
- ぷる萌えンジェル アイドルあいこ（沖菜あいこ）
- リリカル♪りりっく（浅倉七音）
- 任侠華乙女（大塩菜摘）
- ツナガル★バングル（特別出演・津宮奏ほか）
- Aster（小田巻雛、桜庭渚帆）
- FairChild -フェアチャイルド-（藍沢とばり）
- はっぴぃ☆マーガレット!（北乃路希）
- √after and another（音羽、八雲雪路）
- ぱすてる（草薙雪乃）
- ××な彼女のつくりかた（壱河弥生）
- ピアノの森の満開の下（猫）
- らいでぃんぐいんきゅばす（キ・シキル・リル・ラ・ケ）
- ドラクリウス（高柳操）
- でるた〜おねだり天使とひとつ屋根の下〜（乃々華）
- 魔法戦士シンフォニックナイツ（甘樹 菜々芭）
- おいしい魔法のとなえかた。（アリア・ルー・ガーネット）

2008年
- Maple Colors 2（葵美紅）
- オト☆プリ〜恋せよ!乙女王子様♪ドキドキウェディングベル〜（大友真希）
- X Change Alternative2（藤美美音）
- 学園☆新選組! 〜乙女ゴコロと局中法度〜（藤堂芹栖、桂心）
- 残暑お見舞い申し上げます。〜君と過ごしたあの日と今と〜（温井梗子）
- 暁の護衛（神崎萌）
- 暁の護衛〜プリンシパルたちの休日〜（神崎萌）
- リゾートBOIN DVDPG（筑紫野みつぐ）
- まじかるプリンス（柳田千歳）
- 夏空カナタ（三好由比子）
- D.C. Girl's Symphony 〜ダ・カーポ〜 ガールズシンフォニー（成川大瀬、成川悠）
- どこでもすきしていつでもすきして（小西冬桜）
- MagusTale Infinity（レナ・ジェミニス）
- ツナバン▽らぶみくす（津宮奏）
- Volume7（道明寺さくら）
- 音速飛翔ソニックメルセデス 〜双子ヒロイン調教指令!〜（白峰メルセデス〈ソニックメルセデス〉）
- 魔法戦士レムティアナイツ（甘樹菜々芭 / シンフォニックシュガー）
- 魔法の少女シルキーリップ 三人の女王候補（リメラ）
- 孕ませて青龍君!〜仁義なき女の闘い〜（玄武北海）
- ENGAGE LINKS（マリナ＝リル＝ヴィオリア）
- 冬のロンド（グレース・ルミアウラ）
- プラゥヴ クルイード（アルフヒルド・トレーネン）
- ××な彼女のつくりかた ハプニング（壱河弥生）
- 戦極姫〜戦乱の世に焔立つ〜（武田信玄、足利義輝）
- ミンナノウタ（桜ケ丘おんぷ）
- リリカルDS（浅倉七音、川原訪花）
- 水平線まで何マイル?　-Deep Blue Sky & Pure White Wings-（千鳥水面）
- セイクリッドグラウンド（甘樹菜々芭<シンフォニックシュガー>）
- イヌミミバーサク（祠島アヤメ）

2009年
- 祝福のカンパネラ（サルサ・トルティア）
- かぎろひ 〜勺景〜（水無月紫陽花）
- 夏色ストレート!（美薙つむじ）
- しこたまスレイブ〜あるじで姉妹な天使と悪魔〜（マイカ）
- ももえろ濃霧注意報!（伏見鈴果）
- Tiara（マイナ・トライアード）
- 来てね!魔法戦士の学園祭 〜FANDISCの乙女たち〜（甘樹菜々芭）
- 夜明け前より瑠璃色な-Moonlight Cradle-（ミア・クレメンティス）
- 天神乱漫 -LUCKY or UNLUCKY!?-（竜胆ルリ）
- りんかねーしょん☆新撰組っ!（一文字菊）
- シスタ×シスタ〜Lovevery Sisters〜（西園愛歌）
- すまいるCubic! -水平線まで何マイル? アフター&アナザーストーリーズ-（千鳥水面）
- スマガスペシャル（カペラ）
- W.L.O. 世界恋愛機構（ベルベット）
- 深霧の中で...〜Fukai Kirino Nakade...〜（荻乃）
- タユタマ -It's happy days-（仲居 他）
- 詩篇II〜再誕のカタストロフ〜（ルネ、ウルリカ）
- Signal Heart（佐和田絵衣子）
- ナツユメナギサ（大場音々）
- H2O √after and another Complete Story Edition（音羽、八雲雪路）
- 幼なじみは大統領 My girlfriend is the PRESIDENT.（ヱレミヤ）
- こいらぼ（神谷三葉）
- コミュ - 黒い竜と優しい王国 -（阿弥谷縁）
- master by maid（水科那美）
- 幻月のパンドオラ（鬼切真姫）
- 出撃!! 乙女たちの戦場〜闇を切り裂く、にび色の徹甲弾〜（リディア・マレンコフ）
- みみをすませば（小野寺澪）

2010年
- 祝祭のカンパネラ!（サルサ・トルティア）※深波羽美名義
- 失われた未来を求めて（山賀寧子）※加賀美琴音名義
- メルクリア 〜水の都に恋の花束を〜（パメラ＝トーラオ＝バッジオ）
- ぴゅあらっ!（矢間口美晴）
- こいらぼ（神谷三葉）
- まじからっと☆れいでぃあんと（リシェル・バーンズ）
- 素晴らしき日々 〜不連続存在〜（音無彩名）
- 暁の護衛〜罪深き終末論〜（神崎萌）
- カスタムレイド4（此花ゆゆゆ）
- Floating Material（日宮悠奈）
- PrismRhythm -プリズムリズム-（ステッチ）
- 黄昏のシンセミア（皆神さくや）※平山紗弥名義
- AngelRing 〜エンジェルリング〜（織部雅史）
- airy［F］airy 〜Easter of Sant'Ariccia〜（チェリー）
- PARA-SOL（ケルキオン）※笠原晴香名義

2011年
- ヴァニタスの羊（シェリー・ベル）※佐倉千枝里名義
- ダイヤミック・デイズ（ステッチ）※土萌メイ名義
- 天使の羽根を踏まないでっ（トロッケンハイト・フォン・メルクーア）※井上ねねこ名義
- Flyable CandyHeart（皐ユリーシア、エムドリ、らいる）※酉井凛々子名義
- Hyper→Highspeed→Genius（光明寺夢子）※日比谷小桃名義

2012年
- 黄昏の先にのぽる明日 -あっぷりけFanDisc-（皆神さくや）※平山紗弥名義
- マテリアルブレイブ（2012年 - 2013年、御堂金光）※平山紗弥名義 - 2作品
- あねいもNeo 〜Second Sisters〜（足柄葉月）※平山紗弥名義
- あなたの事を好きと言わせて（立花五十鈴）※平山紗弥名義
- ウィッチズガーデン（タマ先生）※平山紗弥名義
- 戦極姫4〜争覇百計、花守る誓い〜（羽柴秀吉、藤堂高虎）※平山紗弥名義

2013年
- あねいもNeo+ 〜Second Sisters〜（足柄葉月）※平山紗弥名義
- LOVE＆PISS（大鵬ユーリカ）
- いもうと観察chu!（桜井由女）
- 妹スパイラル（妹尾千風悠）
- 恋×恋∞（夢宮川音羽、リリィ）
- √ハーレム!（比良山アリス）
- 魔法戦士エクストラステージ2（甘樹奈々芭）
- 戦極姫5〜戦禍断つ覇王の系譜〜（羽柴秀吉、藤堂高虎）

2014年
- きみと僕との騎士の日々 楽園のシュバリエ（雛乃守真凜）
- 狙われた女神天使エンゼルティアー（倉澤杏）
- イノセントガール（ペ女A、先生 他）
- Endless Dungeon（ルルウ＝アキ＝カジュタ）
- 海空のフラグメンツ（黒木樹雨）
- 夏恋ハイプレッシャー（星那マリア）
- はぴねす! えもーしょん（柊杏璃、タマちゃん）
- 剣聖機アルファライド（スティグマ、武淵志乃）
- ひとりのクオリア（美鷹真希理）
- 戦極姫5〜戦禍断つ覇王の系譜〜 遊戯強化版（羽柴秀吉、藤堂高虎）
- 春風センセーション!（大河原小鉄）
- 世界を救うだけの簡単なお仕事（月見里灯）
- ユニオリズム・カルテット（シルヴェリア・レオディール）
- ちぇ〜んじ! 〜あの娘になってクンクンペロペロ〜（小倉香菜）
- ネコぱら Vol.1〜ソレイユ開店しました!〜（アズキ）
- それゆけ!ぶるにゃんマン えくすたしー!!!（みけねこ）※平山紗弥名義
- ラビリンスバインド（苗床三三子）

2015年
- PENDULUM（城崎律子）
- 果つることなき未来ヨリ X-RATED（ナタリア）

2016年
- 魔法戦士ネクストイグニッション（甘樹菜々芭）
- キミトユメミシ（ミキ、コウキ）
- ユニオリズム・カルテットA3-DAYS（シルヴェリア）
- 愚者の教鞭（吉成利通）
- 面影レイルバック（南菜々美）
- リターニアの精霊使い（サラ）
- 三極姫4（紀霊、賈駆文和）
- 天極姫2（秀吉 他）
- 戦極姫7（直江兼続、与六）
- ネコぱら Vol.2 姉妹ネコのシュクレ（アズキ）
- ウィザーズコンプレックス（安東有那、ポムちゃん）
- 神楽花莚譚追加シナリオ（百々目鬼）
- コロナ・ブロッサム Vol.1: Gift From the Galaxy（リリ・ルカルサ・シャモーニ）
- コロナ・ブロッサム Vol.2: The Truth From Beyond（リリ・ルカルサ・シャモーニ）
- カタハネ（ココ）

2017年
- 弓張月の導き雲はるか（ツーヤ、ソーレル）
- 真・恋姫†夢想-革命- 蒼天の覇王（趙忠）
- 戦御村正 ‐剣の凱歌‐ DX（真田之乃 他）
- しゅがてん! -sugarfull tempering-（森都あいら）
- リターニアの精霊使い -迷宮を征く者-（サラ）
- ビッチ姉妹が清純なはずがないっ!（辰巳紫陽花）
- ネコぱら Vol.3 ネコたちのアロマティゼ（アズキ）
- Corona Blossom Vol.3:Journey to the Stars（リリ・ルカルサ・シャモーニ）
- 神頼みしすぎて俺の未来がヤバイ。（エキストラ）

2018年
- 真・恋姫†夢想-革命- 孫呉の血脈（趙忠）
- 魔法戦士イクシードナイツ -新たなる世界の女神たち-（甘樹菜々芭）
- ロスト・エコーズ（竜泉卯実）

2019年
- はぴねす!2 Sakura Celebration（2019年 - 2020年、桐ヶ谷璃乃） - 2作品
- 青い空のカミュ（オオモトサマ）
- 大戦御村正 -魔人覚醒-（真田之乃）
- 真・恋姫†夢想-革命- 劉旗の大望（趙忠）
- クロスコンチェルト（稲田鏡花）
- 魔法戦士エクストラステージ3〜引き裂かれた女神たち〜（シンフォニックシュガー）

2020年
- 夏恋〜元気系後輩とイチャラブエッチ〜（水奈月瑠夏）
- HENTAI LABYRINTH（蟹子）

2021年
- 祝福のカンパネラ Plus Stories（サルサ・トルティア）
- 魔法戦士レムティアナイツ2 -こわれゆく世界の女神たち-（シンフォニックシュガー）

2021年
- 魔法戦士レムティアナイツ2 Another World（シンフォニックシュガー）
- 魔法戦士 FINAL IGNITION（シンフォニックシュガー）
- 魔法戦士 Christmas Ignition（シンフォニックシュガー）

2023年
- 真・恋姫†英雄譚外伝 -白月の灯火-（趙忠）

2025年
- ネコぱらAfter ラ・ヴレ・ファミーユ（アズキ）

発売中止
- 真§戦極姫（朝倉義景、長宗我部元親、里見義堯）

### アプリ
- 天使の目覚し時計

### ドラマCD
時期不明
- カルマ13 ドラマCD〜カルマがいっぱい!?〜（井元あんり）

2003年
- ぱじゃまドラマCD〜パティシエなにゃんこ＆Please teach!My Angel〜（ミオ）
- モエかん ドラマCD モエおと（リニア）[17]
  - 「モエかん」&「WIND」コラボレーション ドラマCD（リニア）

2004年
- モエかん ドラマCD「萌えッ娘島メイド日記」（リニア）
- Orange Pocket アレンジ＆ドラマ（七緒 美典）

2006年
- テレビアニメーション「機神咆吼デモンベイン」ドラマCD Vol.2（エンネア）
- ドラマCD _summer *everblue* days:02（七緒 日向子）
- おしえて Re:メイド Original Sound Track with ドラマCD（マコ、ミコ）
- 青空の見える丘 ドラマCD全4巻（2006年 - 2007年、西村小夏）

2007年
- はぴねす! オリジナルドラマCD「雪のバレンタインデー」（柊杏璃）
- ドラマCD 姫さま凛々しく!（シャリスナウ）
- ウィズ アニバーサリィー Re:birth（ルヴィー）

2008年
- 月光のカルネヴァーレ ドラマCD「狂乱のコンプレアンノ」（ノエル）

2009年
- ドラマCD 夜明け前より瑠璃色な〜The other side of LUNA〜（ミア・クレメンティス）
- 萌え萌え2次大戦（略）☆デラックス ドラマCD（てんざん）

2012年
- 気持ちいい?×気持ちいい♡

2015年
- はぴねす!ヒロインズ バイノーラルでイチャラブドラマCD（柊杏璃）

### オーディオドラマ
- オーディオドラマ あの空の向こう側（2005年、一ノ瀬美沙[49]）

### 同人ボイスドラマ
2017年
- アイシテヤマナイ
- アイシテヤマナイ2

2018年
- アイシテヤマナイ3
- アイシテヤマナイ4
- アイシテヤマナイ5

2019年
- ういこい あゆむと添い寝と耳かきと（あゆむ）
- 見習いメイドはビター＆スイート!?（あさひ）
- パチパチはじける海の家〜みあたみとイチャLOVEしよ〜
- ぼくのみあたみなつやすみ
- アイシテヤマナイ6

2020年
- ういこい2 新妻あゆむと新生活（あゆむ）
- 彼女と過ごすまったり年越し

2021年
- みあぞーとねんね！ささやいて読み聞かせられて寝かしつけられるASMR耳かきもあるよ

2022年
- 迷い家の幸（幸）

2023年
- 見習いメイドはビター＆スイート!?2（あさひ）
- Fighting sisters!（宝田星羅）

2024年
- みあぞーとねんね2 なにげなくのんびりする最高のなつやすみ

### ラジオ
- らじっP（ラジ@：）[50]

2005年
- ホビらじ（HOBiRECORDS：2005年6月1日 - 2006年9月6日）

2006年
- はぴねす!瑞穂坂学園校内放送（音泉・メディファクラジオ：2006年9月15日 - 2007年3月9日）

2007年
- ういんどみるPresents はぴねす!情報局（音泉：2007年4月6日 - 8月10日）
- ま〜まれぇど放送局 サクラサク♪さくらじお（音泉：2007年5月8日 - 2007年10月19日）
- WindVoice（セカンドファクトリー：2007年10月29日 - 2008年3月、第2期：2008年11月 - ）

2008年
- 萌え萌え2次ラジオ☆デラックス（システムソフト・アルファー：2008年5月8日 - 12月25日）
- 祝福のカンパネらじお（2008年10月8日 - 2009年3月25日）

2009年
- アーヴァル情報局 成瀬・白石のすまいるらじお（音泉：2009年8月28日 - 2010年2月26日）
- 萌え萌え2次ラジオ2［chu〜♪］（Rock'n' Banana・Galge.com・HiBiKi Radio Station：2009年11月5日 - 2010年3月18日）

#### ラジオCD
- アキハバラ発!ぷらてぃあ放送局 vol.4、6（第25・26回ゲスト / 2007年12月29日、2008年9月26日）
- ラジオCD「祝福のカンパネらじお」（2009年8月14日）

## ディスコグラフィ

### キャラクターソング
| 発売日   | 商品名                                                                              | 歌                                                                                       | 楽曲                                                                      | 備考                                                                      |
| 2003年   | 2003年                                                                              | 2003年                                                                                   | 2003年                                                                    | 2003年                                                                    |
| -------- | ----------------------------------------------------------------------------------- | ---------------------------------------------------------------------------------------- | ------------------------------------------------------------------------- | ------------------------------------------------------------------------- |
| 5月5日   | 骨董時計箱                                                                          | リニア（成瀬未亜）                                                                       | 「骨董時計箱」                                                            | PCゲーム『モエかん』挿入歌                                                |
| 9月28日  | モエかん サウンドコンテンツ 風ノ音 時ノ音                                           | リニア（成瀬未亜）                                                                       | 「風の中の青い鳥 -RINIA version-」 「遠い言葉 -RINIA version-」           |                                                                           |
| 12月19日 | モエかん THE ANIMATION Chapter.1 初回限定版 特典スペシャルCD                        | リニア（成瀬未亜）                                                                       | 「sincerely yours」                                                       | OVA『モエかん THE ANIMATION』エンディングテーマ                           |
| 2004年   |                                                                                     |                                                                                          |                                                                           |                                                                           |
| 2月25日  | doll〜歌姫 vol.2                                                                    | 成瀬未亜                                                                                 | 「日々是幸福〜萌えっ娘メイドご奉仕日記〜」 「いっしょに、あるこう」       |                                                                           |
| 2005年   |                                                                                     |                                                                                          |                                                                           |                                                                           |
| 4月28日  | 萌演歌〜もえんか〜                                                                  | 成瀬未亜                                                                                 | 「兄恋し、しのび唄」                                                      |                                                                           |
| 8月26日  | はぴねす! キャラクターソングCD Vol.3 柊杏璃 with 成瀬未亜                           | 柊杏璃（成瀬未亜）                                                                       | 「It's my ミラクル☆」 「ZERO -柊杏璃 ver.-」 「目覚めの朝 -柊杏璃 ver.-」 | PCゲーム『はぴねす!』関連曲                                               |
| 10月21日 | はぴねす! 予約特典CD                                                                | 神坂春姫（榊原ゆい）、柊杏璃（成瀬未亜）、高峰小雪（日向裕羅）、小日向すもも（安玖深音） | 「目覚めの朝」                                                            | PCゲーム『はぴねす!』エンディングテーマ                                   |
| 2006年   |                                                                                     |                                                                                          |                                                                           |                                                                           |
| 10月22日 | 音羽の死霊の盆踊り                                                                  | 音羽（成瀬未亜）                                                                         | 「」                                                                      | PCゲーム『H2O -FOOTPRINTS IN THE SAND-』関連曲                            |
| 12月20日 | はぴねす! でらっくす キャラクターエンディングコレクションVol.II                     | 柊杏璃（成瀬未亜）                                                                       | 「負けないよ！」                                                          | ゲーム『はぴねす! でらっくす』関連曲                                      |
| 2007年   |                                                                                     |                                                                                          |                                                                           |                                                                           |
| 1月25日  | はぴねす! でらっくす 初回限定版同梱特典CD                                           | 神坂春姫（榊原ゆい）、柊杏璃（成瀬未亜）、高峰小雪（日向裕羅）、小日向すもも（後藤麻衣） | 「おはよう ヒロイン全員バージョン」                                       | ゲーム『はぴねす! でらっくす』グランドエンディング曲                      |
| 月日     | Wind☆Voice!!                                                                        | 成瀬未亜、新堂真弓                                                                       | 「Wind☆Voice!!」                                                          | ラジオ『WindVoice』主題歌                                                 |
| 月日     | Wind☆Voice!!                                                                        | 成瀬未亜、新堂真弓                                                                       | 「Chu☆Chu☆Radio」                                                         |                                                                           |
| 5月25日  | ひとゆめ 聖果と美玖のソング＆トークバラエティー                                     | 秦聖果（成瀬未亜）、榊原美玖（安玖深音）                                                 | 「運命の人」 「気持ちはグラデーション」                                   | PCゲーム『ひとゆめ』関連曲                                                |
| 7月13日  | リリカル♪りりっく キャラクターソング#2 さくらいろメロディ                           | 浅倉七音（成瀬未亜）                                                                     | 「胸いっぱい恋愛モード」                                                  | PCゲーム『リリカル♪りりっく』関連曲                                       |
| 2008年   |                                                                                     |                                                                                          |                                                                           |                                                                           |
| 3月25日  | H2O -FOOTPRINTS IN THE SAND- ORIGINAL SOUNDTRACK                                    | 音羽（成瀬未亜）                                                                         | 「マジカルO・TO・HA・」                                                   | TVアニメ『H2O -FOOTPRINTS IN THE SAND-』第8話挿入歌                       |
| 7月30日  | THE WORKS〜志倉千代丸楽曲集〜 1.2                                                   | しましま隊。                                                                             | 「恋をしましませ。」                                                      | PCゲーム『保健室 〜マジカルピュアレッスン♪〜』OPテーマ                    |
| 8月20日  | 電車で電車で電車でGO!GO!GO!れぼりゅ〜しょん                                         | ZUNTATA feat.枕木輪（民安ともえ）、枕木速（成瀬未亜）、枕木準（壱智村小真）              | 「電車で電車でGO!GO!GO!れぼりゅ〜しょん」                                 |                                                                           |
| 11月27日 | も〜っと！萌え萌え☆歌合戦                                                           | 成瀬未亜                                                                                 | 「ユウキノオマジナイ☆」                                                   | ラジオ『も〜っと!萌え萌え2次ラジオ☆デラックス』主題歌                     |
| 2009年   |                                                                                     |                                                                                          |                                                                           |                                                                           |
| 2月20日  | 天神乱漫 -LUCKY or UNLUCKY!?- キャラクターソング Vol.2                              | 竜胆ルリ（成瀬未亜）                                                                     | 「小さな願い」                                                            | PCゲーム『天神乱漫 -LUCKY or UNLUCKY!?-』関連曲                           |
| 2月27日  | オト☆プリ〜恋せよ！乙女王子様♪ドキドキウェディングベル〜 オリジナルサウンドトラック | 大友真希（成瀬未亜）                                                                     | 「キミに出会えた奇跡」                                                    | PCゲーム『オト☆プリ〜恋せよ!乙女王子様♪ドキドキウェディングベル〜』関連曲 |
| 8月      | Alchemy SOUND Vocal Collection2                                                     | 成瀬未亜                                                                                 | 「Rainbow」                                                               | PCゲーム『プラゥヴクルイード』エンディング                                |
| 2010年   |                                                                                     |                                                                                          |                                                                           |                                                                           |
| 5月28日  | Angel Note BEST COLLECTION VII『Providence』                                        | ヱゼキエル（みる）、ヱレミヤ（成瀬未亜）                                                 | 「Family Bond」                                                           | PCゲーム『幼なじみは大統領』イメージソングテーマ                          |
| 2014年   |                                                                                     |                                                                                          |                                                                           |                                                                           |
| 3月8日   | 桜嫁祭2013 桜色の恋                                                                 | 春乃櫻子（水霧けいと）、宵桜舞彩（雪村とあ）、春咲朱里（成瀬未亜）                       | 「桜色の恋」                                                              | 桜嫁祭2013公式テーマソング                                                |

## 原画・イラスト・漫画

### 原画・キャラクターデザイン
2007年
- ツナガル★バングル（ういんどみる） - SDキャラクターデザイン・原画
- ツナバン♥らぶみくす（ういんどみる） - SDキャラクターデザイン・原画

2009年
- 祝福のカンパネラ（ういんどみるOasis） - SDキャラクター、戦闘SDキャラクターデザイン・原画
- 姫×姫（Etoiles）‐SDキャラクターデザイン・原画

2010年
- Elle:PrieR 〜しあわせの欠片をさがして〜（Etoiles） - SDキャラクターデザイン
- 失われた未来を求めて（TRUMPLE） - SD原画

2012年
- ウィッチズガーデン（ういんどみるOasis） - SDキャラクターデザイン・原画

### イラスト・漫画
- ケロQ・枕オフィシャルグッズ
- StarLinkオフィシャルグッズ
- ALcotオフィシャルグッズ
- ういんどみるオフィシャルグッズ
- ゆずソフトオフィシャルグッズ
- はぴねす!ビジュアルブック（4コマ漫画）
- マジキュー4コマ祝福のカンパネラ（カバー4コマ漫画）
- すまいる Cubic!発売記念トレカ[注 3]

## その他

### 雑誌
- AkibaDog+ Volume 01（インタビュー）,03-05（Net Radio "WindVoice" Information）
- オンラインゲーム すごい攻略やってます。 Vol.21,22（連載コラム「とにかくヘクトパスカル!!」）

2006年
- TECH GIAN 2006年4月号 VOICE ACTRESS Concerto! vol.2（インタビュー、ボイスコンテンツ）

2008年
- 月刊ニュータイプ 2008年2月号 Switched-on CV（インタビュー、グラビア）
- メガミマガジン 2008年2月号 Mondo50（インタビュー）

2009年
- PUSH!! 2009年7月号 - 2010年4月号（連載コラム「〜Push!!出張版☆〜成瀬未亜の徒然日記」）

### Webコラム
- 月刊みあぞー ほにほに過ごすのほほんタイム（げっちゅブログ内：2008年7月16日 - 2009年6月3日）

### 音声
- SHIRO-TSUBAKI NetBook FMW-M817ST、FMW-M817ST/r2（白椿）

### DVD
- はぴねす!HAPPY DVD（2005年）
- ファミ通キャラクターズDVD Vol.6（2008年）